# Bunuri mobile din domeniul istorie clasate în patrimoniul cultural național al României aflate în județul Giurgiu
Acestă listă conține bunurile mobile din domeniul istorie clasate în Patrimoniul cultural național al României aflate la momentul clasării în județul Giurgiu.

## Tezaur
| Foto | Informații generale | Detalii tehnice | Descriere | Deținător                                    | Legături |
| ---- | ------------------- | --- | --- | -------------------------------------------- | -------- |
|      | Rapieră             | Datare: sec. XVI Școală: Atelier german Dimensiuni: L: 114 cm; L lamă: 90 cm; G: 1,275 kg Material: oțel; lemn; alamă; in; turnare; forjare                             | Lama rapierei este din oțel, dreaptă, îngustă, cu două tăișuri, cu o nervură mediană pe ambele fețe. Garda, din oțel, are două brațe în formă de cruce. Apărătoarea este în formă de cercuri concentrice din sârmă de oțel care se unesc la capătul inferior al mânerului. Mânerul din lemn este înfășurat în fire de in și de alamă răsucită. Capul mânerului are forma unui bulb alungit cu opt laturi. | Muzeul Județean „Teohari Antonescu”, Giurgiu | Cimec    |
|      | Topor de luptă      | Datare: sec. XVII Școală: Atelier oriental Dimensiuni: L: 59 cm; L lamă: 14,5 cm; G: 0,920 kg Material: oțel; lemn; metal alb; metal galben; intarsii; turnare; forjare | Lama toporului este din oțel cu intarsii din metal alb și galben pe toată suprafața. Pe ambele părți ale lamei avem motive vegetale din metal alb și galben, chiar și pe muchia superioară a lamei se găsesc motive vegetale din metal alb. Coada toporului este din lemn. | Muzeul Județean „Teohari Antonescu”, Giurgiu | Cimec    |

## Fond
| Foto | Informații generale                                | Detalii tehnice | Descriere | Deținător                                    | Legături |
| ---- | -------------------------------------------------- | --- | --- | -------------------------------------------- | -------- |
|      | Topor de vânătoare cu înpungător (el-baltasa)      | Datare: sec. XVII Școală: Atelier otoman Dimensiuni: L: 51,5 cm; L cu împungător: 94 cm; G: 1,090 kg Material: oțel; metal galben; filigranare; incizare                                                         | Lama toporului este gravată cu scene de vânătoare iar pe laturi sunt incizate cu metal galben versete din Coran și motive geometrice și florale. Coada toporului este din oțel, goală pe dinăuntru, prezintă motive geometrice pe aproape toată suprafața, iar împungătorul este din fier de formă pătrată alungită spre capăt într-o țepușă. | Muzeul Județean „Teohari Antonescu”, Giurgiu | Cimec    |
|      | Buzdugan zoomorf                                   | Datare: sec. XIX Școală: Atelier persan Dimensiuni: L: 72 cm; G: 0,345 kg Material: oțel; turnare; lipire; incizare                                                                                              | Sceptrul din oțel, reprezintă o figură animalieră (cap de bour sau taur), având două coarne încovoiate spre interior, de asemenea apar și două urechi frumos stilizate, precum și două nări la suprafața capului de bour. Pe toată suprafața capului de bour apar incizate motive geometrice și florale. Coada este din oțel și se termină cu un bumb la capătul de jos. | Muzeul Județean „Teohari Antonescu”, Giurgiu | Cimec    |
|      | Buzdugan otoman                                    | Datare: sec. XVI Școală: Atelier turcesc Dimensiuni: L: 52 cm; L parte metalică: 22,5; G: 0,585 kg Material: fier; lemn; turnare; ciocănire la cald                                                              | Capul din fier al buzduganului este de formă ovală, având cincisprezece aripioare semicirculare. Atât la partea inferioară cât și la cea superioară, terminațiile aripioarelor se transformă la capete, luând o formă inelară, mai pronunțată la partea inferioară unde se continuă cu un inel din fier pentru fixarea brațului metalic de înmănușare a mânerului. Brațul de înmănușare din fier este de formă cilindrică, fiind ușor tronconic spre partea inferioară unde este fixat de mânerul din lemn cu un cui. Mânerul din lemn este de formă cilindrică. | Muzeul Județean „Teohari Antonescu”, Giurgiu | Cimec    |
|      | Secure dublă                                       | Datare: sf. sec. XVIII - înc. sec. XIX Școală: Atelier turcesc Dimensiuni: L: 90 cm; G: 1,325 kg Material: oțel; forjare; ciocănire; gravare; traforare                                                          | Securea dublă turco-persană este din fier cu tăiș la muchiile exterioare (de formă semicirculară), iar pe ambele fețe prezintă un decor deosebit de bogat, cu motive vegetale și animale stilizate de factură orientală și posibil chiar versete din Coran. Muchiile interioare ale celor două securi se termină la extremități cu vârfuri ascuțite. Decorul este aproape identic pe ambele fețe, în cazul ambelor securi. Cele două securi sunt fixate la muchia interioară de manșonul patrulater din zona centrală, dispus la terminația superioară a mânerului. La partea superioară a manșonului patrulater există un vârf de lance așezat pe un disc traforat, din oțel. Mânerul metalic (fier) este de formă cilindrică și se termină la partea inferioară cu un capac metalic de formă semisferică. | Muzeul Județean „Teohari Antonescu”, Giurgiu | Cimec    |
|      | Secure de luptă (tabar)                            | Datare: 2/2 sec. XVIII Școală: Atelier persan Dimensiuni: L: 68,5 cm; G: 0,985 kg Material: oțel; forjare; gravare                                                                                               | Securea simplă persană este din fier cu tăiș la muchia exterioară (de formă semicirculară), iar pe ambele fețe prezintă un decor deosebit de bogat, cu motive vegetale și animale stilizate de factură orientală. Muchia interioară a securii se termină la extremități cu două vârfuri ascuțite. La marginea securii prezintă o suprafață de aproximativ patru-cinci milimetri simplă nedecorată, vizibilă pe toată lungimea muchiei. Decorul este identic pe ambele fețe. Securea este fixată la muchia interioară de manșonul patrulater din zona centrală, dispus la terminația superioară a mânerului. La partea superioară a manșonului patrulater există un vârf metalic ascuțit, cu secțiune patrulateră. La muchia opusă securii, atașat de manșonul patrulater există un element metalic decorativ, terminat la extremitățile exterioare cu două „brațe” stilizate având terminațiile de formă circulară. Mânerul metalic din fier este de formă cilindrică. | Muzeul Județean „Teohari Antonescu”, Giurgiu | Cimec    |
|      | Iatagan                                            | Datare: 1/2 sec. XIX Școală: Atelier balcanic Dimensiuni: L: 78 cm; G cu teacă: 1,440 kg; G sabie: 0,980 kg Material: oțel; argint; filigranare; forjare                                                         | Lama, din oțel de Damasc, curbă spre interior, prevăzută cu un șanț spre muchia netăioasă; lama are în partea stângă, la mijloc, o inscripție într-un „cartuș” ornamental și în partea dreaptă un alt ornament vegetal și o lată inscripție. Mânerul din metal, placat cu argint, cu decor filigranat, cu două rânduri de caboșoane din argint și un număr de 16 rozete dispuse pe toată suprafața mânerului, capul mânerului în formă de aripioare; pe ambele laturi are un decor liniar dublu; partea ornamentală este dispusă și la brățara de la partea inferioară a mânerului, care se prelungește și spre muchia netăioasă a lamei; placată cu argint, cu ornamente liniare, fitomorfe; vârful tecii se termină într-un cap de pește. | Muzeul Județean „Teohari Antonescu”, Giurgiu | Cimec    |
|      | Hanger otoman (khandjar)                           | Datare: înc. sec. XIX Școală: Atelier otoman Dimensiuni: L: 48,5 cm; L lamă: 37 cm; G cu teacă: 0,740 kg; G hanger: 0,315 kg Material: oțel; gravare; filigranare; forjare                                       | Lama hangerului este curbă spre interior cu o nervură mediană pe toată lungimea ei. Mânerul este din lemn acoperit cu metal alb ornat pe o singură parte cu motive florale și geometrice. Teaca este din lemn acoperită cu metal alb ornat pe o singură parte cu motive florale și geometrice și se termină cu un bulb sferic. Teaca are un inel de prindere și patru găici. | Muzeul Județean „Teohari Antonescu”, Giurgiu | Cimec    |
|      | Pumnal caucazian (kindjal)                         | Datare: sf. sec. XVIII Școală: Atelier caucazian Dimensiuni: L: 51,5 cm; L lamă: 37,5 cm; G cu teacă: 0,575 kg; G pumnal: 0,410 kg Material: oțel; lemn; mătase; gravare; forjare                                | Lama pumnalului este din oțel, dreaptă cu două tăișuri, vârf ascuțit, două șanțuri mediane pe cca două treimi din lungimea lamei. Mânerul este din lemn, decorat cu doi butoni cu motive florale stilizate, înconjurați de medalioane florale în șapte raze. Teaca este din lemn acoperită cu mătase neagră și prezintă două întărituri din metal galben, la partea superioară și la cea inferioară unde se termină cu un bumb, care sunt decorate cu motive florale și geometrice. | Muzeul Județean „Teohari Antonescu”, Giurgiu | Cimec    |
|      | Sabie de artilerie pentru trupă Autor: Alex Coppel | Datare: 1915 Școală: Atelier german Dimensiuni: L: 88,5 cm; L lamă: 76 cm; L teacă: 79 cm; G: 1,895 kg; G sabie: 1,035 kg Material: oțel; forjare; nituire                                                       | Lama sabiei este din oțel, ușor curbată spre exterior, cu un șanț lat aproape de muchia netăioasă. Mânerul este acoperit cu piele de bivol, cu striuri, iar pe partea exterioară are o garnitură metalică cu doi umeri fixați pe părțile laterale ale mânerului. Garda este din oțel cu un arc de împreunare și braț posterior de gardă și curbat spre lamă. Teaca este din oțel și se termină în formă de potcoavă. Pe partea stângă, lângă quillon: ALEX COPPEL; pe partea netăioasă sunt așezate una sub alta patru inscripții: o coroană, W, 15, alt tip de coroană. | Muzeul Județean „Teohari Antonescu”, Giurgiu | Cimec    |
|      | Sabie de artilerie pentru trupă                    | Datare: 1874 Școală: Weyerberg Kirshbaum & Co Dimensiuni: L: 88,5 cm; L lamă: 74,4 cm; G: 0,970 kg Material: oțel; forjare; nituire                                                                              | Lama sabiei este din oțel, ușor curbată spre exterior, cu un șanț lat aproape de muchia netăioasă. Mânerul este acoperit cu piele de bivol. Garda este din oțel cu un arc de împreunare și braț posterior de gardă și curbat spre lamă. Pe lama sabiei inscripția: VIEYRSBERG, KIRSHBAUM&C, SOLINGEN; pe partea netăioasă sunt așezate patru inscripții: o coroană, AR, 99,4, o coroană, pe gardă 19, un pătrat, P.2.32. | Muzeul Județean „Teohari Antonescu”, Giurgiu | Cimec    |
|      | Iatagan                                            | Datare: mijlocul sec. XIX Școală: Atelier balcanic Dimensiuni: L: 71 cm; G: 0,680 kg Material: oțel; lemn; alamă; turnare; forjare; gravare                                                                      | Lama din oțel este ușor curbată cu tăiș pe muchia interioară și cu muchie exterioară netăioasă. Lama este prevăzută cu un șanț pe ambele fețe, plasat lângă muchia netăioasă. Lama prezintă un decor vegetal, din metal galben, pe ambele laturi în zona centrală a ei. Mânerul din lemn negru este terminat în formă de aripioare iar garnitura din alamă este prelungită până la talonul lamei și acoperită cu decor vegetal. | Muzeul Județean „Teohari Antonescu”, Giurgiu | Cimec    |
|      | Iatagan                                            | Datare: sf. sec. XVIII Școală: Atelier balcanic Dimensiuni: L: 53 cm; G: 0,445 kg Material: oțel; lemn; forjare; gravare                                                                                         | Lama din oțel este ușor curbată cu tăiș pe muchia interioară și cu muchie exterioară netăioasă. Lama este prevăzută cu un șanț pe ambele fețe, plasat lângă muchia netăioasă. Lama prezintă un decor vegetal, din metal alb, pe ambele laturi în zona centrală a ei. Mânerul din lemn negru este terminat în formă de aripioare iar garnitura din metal alb este prelungită până la talonul lamei și acoperită cu decor vegetal. | Muzeul Județean „Teohari Antonescu”, Giurgiu | Cimec    |
|      | Topor de luptă (tabar)                             | Datare: mijlocul sec. XVII Școală: Atelier indo-persan Dimensiuni: L: 58 cm; G: 0,940 kg Material: oțel; forjare                                                                                                 | Lama toporului este din oțel și are două mici protuberanțe la partea inferioară și la cea superioară. Partea opusă tăișului se termină într-un ciocan de formă pătrată. Coada toporului este din fier, spiralată pe toată suprafața ei. | Muzeul Județean „Teohari Antonescu”, Giurgiu | Cimec    |
|      | Shemshir                                           | Datare: mijlocul sec. XIX Școală: Atelier oriental Dimensiuni: L: 98,5 cm; G teacă: 0,545 kg; G sabie: 0,825 kg Material: oțel; lemn; catifea; forjare; incizare; nituire                                        | Lama shamshirului este din oțel, curbată spre interior, cu un șanț median la baza lamei până aproape de partea superioară și este acoperită cu motive vegetale incizate pe aproape toată suprafața. Garda din hotel, este dreaptă cu doi bumbi la capete. Mânerul curbat spre interior, este din lemn de abonos cu o garnitură din oțel până la talonul lamei. Partea metalică a mânerului este decorată cu motive vegetale incizate. Teaca din lemn, acoperită cu catifea roșie, are trei întărituri din oțel, gravate cu motive vegetale și se termină într-un bumb sferic. Are două inele de prindere la partea sa superioară. | Muzeul Județean „Teohari Antonescu”, Giurgiu | Cimec    |
|      | Pușcă de vânătoare cu cremene Kentuky Jager        | Datare: înc. sec. XIX Școală: Atelier Kentuky Jager Dimensiuni: L: 128 cm; Gr: 2,9 kg; Calibru: 11,45 mm Material: oțel; lemn; turnare                                                                           | Țeava puștii este din oțel, turnată în formă tronconică, pe ea este fixată cătarea. Țeava este fixată de ulucul din lemn printr-o brățară din metal galben, situată la partea superioară a ulucului. Arma este prevăzută cu o vergea din lemn, fixată în 3 brățări de metal galben, sub uluc. Patul puștii din lemn este prevăzut la partea inferioară cu o apărătoare din metal galben, iar pe partea dreaptă, în centrul patului, se află un orificiu acoperit cu o apărătoare din metal galben incizat cu motive geometrice. Sistemul de dare a focului, cu cremene, este format din cocoș, tigăiță și platină și este dispus pe partea dreaptă a armei. Trăgaciul este prevăzut cu o apărătoare din metal galben. | Muzeul Județean „Teohari Antonescu”, Giurgiu | Cimec    |
|      | Pușcă cu cremene balcanică "Boyliya"               | Datare: sf. sec. XVIII - înc. sec. XIX Școală: Atelier balcanic Dimensiuni: L: 155 cm; Gr: 3 kg; Calibru: 15,50 mm Material: oțel; lemn; turnare; placare                                                        | Țeava puștii este din oțel, lisă, fixată de ulucul din lemn cu 3 brățări din metal alb, ornamentate prin incizare cu motive florale. Patul armei și ulucul sunt din lemn, încrustate și incizate cu sidef. Patul armei are la bază o bandă lată, sculptată și aplicată cu incrustații din sidef, inscripționată cu Steaua lui David, în 6 raze. Pe uluc în partea dreaptă a armei se găsește o placă din metal alb aplicată și incizată cu Steaua lui David. Sistemul de dare a focului, este cu cremene, format din cocoș, tigăiță și platină și dispus în partea dreaptă a armei. | Muzeul Județean „Teohari Antonescu”, Giurgiu | Cimec    |
|      | Pușcă cu cremene                                   | Datare: 1/2 sec. XIX Școală: Atelier oriental Dimensiuni: L: 155 cm; Gr: 3,2 kg; Calibru: 16,24 mm Material: oțel; lemn; turnare; încrustare                                                                     | Țeava din oțel, lisă, fixată de ulucul din lemn cu șapte brățări din metal galben, ornamentate prin incizare, cu motive florale și geometrice. Patul armei este din lemn, are forma literei T și se continuă cu ulucul. Patul și ulucul sunt placate cu tablă din metal galben, bogat ornamentate cu motive geometrice și florale. Trăgaciul este din oțel, iar garda sa din metal galben, traforat. Arma este prevăzută cu o vergea metalică fixată într-un orificiu, sub țeavă. Sistemul de dare a focului, cu cremene, „a la catalanne", este dispus pe partea dreaptă a armei. | Muzeul Județean „Teohari Antonescu”, Giurgiu | Cimec    |
|      | Pușcă de vânătoare                                 | Datare: sf. sec. XVII - înc. sec. XVIII Școală: Atelier occidental Descoperit: jud. Giurgiu, GIURGIU Dimensiuni: L: 145 cm; Gr: 4,9 kg; Calibru: 13,72 mm Material: oțel; lemn; turnare; placare                 | Țeava din oțel, lisă, fixată pe ulucul din lemn cu o brățară din oțel. Ulucul din lemn este incizat cu fildeș reprezentând motive zoomorfe și geometrice. Patul puștii este masiv, din lemn, incizat cu fildeș, cu motive geometrice și zoomorfe. Pe partea dreaptă a puștii este aplicat din fildeș un leu decorat prin incizie. Există în partea inferioară a ulucului un locaș pentru susținerea vergelei. Arma este prevăzută cu 2 inele pentru susținerea curelei, fixate în partea inferioară a patului și pe uluc. Mecanismul de dare a focului, format din cocoș, tigăiță și platină, este așezat pe partea dreaptă a armei. | Muzeul Județean „Teohari Antonescu”, Giurgiu | Cimec    |
|      | Pistol balcanic                                    | Datare: sf. sec. XVIII Școală: Atelier neidentificat (Albanez ?) Dimensiuni: L: 46 cm; Gr: 0,9 kg; Calibru: 11,40 mm Material: oțel; alamă; lemn; turnare; nituire; placare                                      | Țeava este din oțel, lisă. Mecanismul de dare a focului este incomplet și a fost transformat din mecanism de dare a focului cu cremene în mecanism de dare a focului cu capsă. Patul și ulucul sunt din metal galben, gravate cu motive florale și geometrice. Garda trăgaciului este din metal galben gravată cu motive geometrice. | Muzeul Județean „Teohari Antonescu”, Giurgiu | Cimec    |
|      | Pistol balcanic                                    | Datare: sf. sec. XVIII Școală: Atelier neidentificat (Albanez ?) Dimensiuni: L: 52 cm; Gr: 0,9 kg; Calibru: 12,40 mm Material: oțel; alamă; lemn; turnare; nituire; placare                                      | Țeava este din oțel, lisă. Mecanismul de dare a focului a fost transformat din sistem de dare a focului cu cremene în sistem de dare a focului cu capsă. Patul și ulucul sunt din metal galben gravat cu motive geometrice și florale. Sub țeava există un locaș pentru vergea. Apărătoarea trăgaciului este din metal galben gravat cu motive florale. Inscripție: Răpită turcilor Plevna 1878, colonel A. Dimytrescu. Se face referire la colonelul Atanasie Dimitrescu, comandantul regimentului 1 Călărași (06.04.1877-05.05.1878) | Muzeul Județean „Teohari Antonescu”, Giurgiu | Cimec    |
|      | Pușcă cu percuție (cu capse) Enfield               | Datare: 1865 Școală: Atelier Birmingham Small Arms Co. Dimensiuni: L: 124 cm; Gr: 3,7 kg; Calibru: 14,60 mm Material: oțel; lemn; forjare                                                                        | Țeava tronconică pe care sunt fixate înățătorul mobil și cătarea. La gura țevii, lateral dreapta este dispozitivul pentru fixarea baionetei. Țeava este fixată de uluc cu 2 brățări din oțel. Patul puștii se prelungește cu ulucul, fiind formate dintr-o singură bucată de lemn. Sistemul de dare a focului, cu percuție (capsă) este format din cocoș și dispozitiv pentru capsă. Trăgaciul și garda trăgaciului sunt din oțel. Arma este prevăzută cu 2 inele imobile pentru curea, fixate pe partea inferioară a patului și respectiv pe uluc spre gura țevii. | Muzeul Județean „Teohari Antonescu”, Giurgiu | Cimec    |
|      | Pușcă cu percuție (cu capse) Enfield               | Datare: 1865 Școală: Atelier Birmingham Small Arms Co. Dimensiuni: L: 124 cm; Gr: 3,7 kg; Calibru: 14,60 mm Material: oțel; lemn; forjare                                                                        | Țeava tronconică pe care sunt fixate înălțătorul mobil și cătarea. La gura țevii, lateral dreapta este dispozitivul pentru fixarea baionetei. Țeava este fixată de uluc cu 2 brățări din oțel. Patul puștii se prelungește cu ulucul, fiind formate dintr-o singură bucată de lemn. Sistemul de dare a focului, cu percuție (capsă) este format din cocoș și dispozitiv pentru capsă. Trăgaciul și garda trăgaciului sunt din oțel. Arma este prevăzută cu 2 inele imobile pentru curea, fixate pe partea inferioară a patului și respectiv pe uluc spre gura țevii. | Muzeul Județean „Teohari Antonescu”, Giurgiu | Cimec    |
|      | Carabina Henry Martini                             | Datare: 1879 Școală: Gusstahl-und Munitionsfabrik, Witten Dimensiuni: L: 126 cm; Gr: 3,75 kg; Calibru: 11,43 mm Material: oțel; lemn; turnare                                                                    | Țeava carabinei este din oțel, ghintuită, pe ea sunt fixate cătarea și înălțătorul mobil. Țeava este fixată de uluc cu 2 brățări din oțel. Patul puștii din lemn este bine modelat și are la bază o întăritură din metal. Sistemul de dare a focului, cu percuție, este un hibrid rezultat din tehnologia armei americane Peabody și adaptat de Martini și sistemul lui Alexander Henry. Arma este prevăzută cu 2 inele imobile pentru curea, fixate la mijlocul patului și respectiv pe uluc spre gura țevii. Inscripție: Pe partea stângă este stanțată emblema fabricii producătoare: două cercuri concentrice în primul este inscripționat cuvântul WITTEN și anul 1879, iar în cercul interior se află sigla fabricii. Pe cele două cercuri este așezată o coroană. Pe partea dreaptă, încadrate într-o stanță formată din două cercuri concentrice pe care este așezată coroana României, sunt inscripționate cuvintele: CARABINA, Mo-1879, Armata română, A. 6530. | Muzeul Județean „Teohari Antonescu”, Giurgiu | Cimec    |
|      | Carabină                                           | Datare: 1877 Școală: Arsenalul Tula Dimensiuni: L: 110 cm; Gr: 4,51 kg; Calibru: 15,24 mm Material: oțel; bronz; turnare; forjare                                                                                | Carabina Krnka are țeava din oțel și este prevăzută în interior cu patru ghinturi. Pe țeava sunt montate cătarea cu țel și înălțătorul circular (cu cadran). Înălțătorul este format din doi umeri cu baza lor și o lamă. Mecanismul de închidere este compus din cutia culatei, blocul închizător, cocoșul, platina și opritorul închizătorului. Cutia culatei din bronz este fixată în lemnul ulucului prin șuruburi. Cutia are în partea sa dinainte un orificiu de fixare a țevii. Blocul închizător din fier are un canal central în care glisează percutorul. Capacul se termină la partea superioară cu un mâner, iar la partea inferioară se află doi umeri perpendiculari pe axul țevii care se îmbină la închiderea blocului cu două șanțuri pandante prevăzute în scobitura cutiei culatei. Cocoșul din oțel are la partea superioară un umăr lateral. Platina conține mecanismul de funcționare a cocoșului. Montura din lemn este formată din pat și uluc, ulucul are la partea inferioară un canal pentru fixarea vergelei. Inscripție: Pe partea dreaptă a apărătorii cutiei mecanismului este inscripționată cifra 10.732 și stema Rusiei cu cei doi vulturi imperiali, iar pe partea stângă este inscripționată cifra 5.131. | Muzeul Județean „Teohari Antonescu”, Giurgiu | Cimec    |
|      | Pistol cu capse                                    | Datare: 1/2 sec. XIX Școală: Atelier occidental (Franța ?) Dimensiuni: L: 32 cm; Gr: 0,70 kg; Calibru: 11,82 mm Material: oțel; alamă; lemn; turnare; nituire; placare                                           | Țeava pistolului este din oțel, lisă, octogonală, pe care este fixată la partea superioară o cătare. Sistemul de dare a focului cu capsă din oțel, este funcțional, percutorul, portcapsa și platina fiind gravate cu motive geometrice și florale. Ulucul și patul pistolului sunt din lemn, iar patul, sculptat cu motive geometrice, se termină cu un bumb din alamă în formă octogonală, pe care este gravat un dragon. Apărătoarea trăgaciului este din alamă, iar la partea inferioară a patului se află două orificii din alamă ce susțin vergeaua din oțel. | Muzeul Județean „Teohari Antonescu”, Giurgiu | Cimec    |
|      | Pistol cu capse                                    | Datare: 1/2 sec. XIX Școală: Atelier occidental (Lepage, Franța ?) Dimensiuni: L: 34 cm; Gr: 0,70 kg; Calibru: 14,80 mm Material: oțel; alamă; lemn; sidef; turnare; gravare; nituire; filigranare               | Țeava pistolului este lisă fabricată din oțel. Mecanismul de dare a focului este incomplet, iar portcapsa nu este originală. Platina și cocoșul sunt gravate cu motive florale. Trăgaciul din alamă are o gardă din oțel. Ulucul și patul armei sunt din lemn sculptat, iar pe patul armei se găsesc 4 aplice din sidef. | Muzeul Județean „Teohari Antonescu”, Giurgiu | Cimec    |
|      | Pistol cu capse                                    | Datare: 1859 Școală: Steyr Dimensiuni: L: 44 cm; Gr: 1,50 kg; Calibru: 13,50 mm Material: oțel; lemn; turnare; forjare; nituire                                                                                  | Țeava pistolului este din oțel, lisă, cu cătare și miră. Țeava este prinsă de uluc cu un colier din oțel. Mecanismul de dare a focului este complet. Trăgaciul are o apărătoare din oțel. Ulucul și patul armei sunt din lemn, iat patul se termină cu o întăritură și un inel tot din oțel. | Muzeul Județean „Teohari Antonescu”, Giurgiu | Cimec    |
|      | Pistol-tromblon                                    | Datare: sf. sec. XVIII - înc. sec. XIX Școală: Atelier Walters & Co ? Dimensiuni: L: 20 cm; Gr: 0,40 kg; Calibru: 20 mm Material: oțel; alamă; lemn; turnare; gravare; nituire                                   | Țeava pistolului este din oțel alămit la fel și platina. Cocoșul este din oțel la fel și amnarul. Tot mecanismul de dare a focului este poziționat deasupra pistolului. Pe partea stângă și dreaptă a cutiei mecanismului sunt gravate două panoplii cu arme alegorice. Patul pistolului este din lemn, ușor curbat spre interior la extremitatea sa inferioară. | Muzeul Județean „Teohari Antonescu”, Giurgiu | Cimec    |
|      | Pistol cu capse                                    | Datare: 2/2 sec. XIX Școală: H Neue & Timpe Hofburgsenn Dimensiuni: L: 44 cm; Gr: 1,05 kg; Calibru: 9,60 mm Material: oțel; lemn; turnare; încrustare; nituire                                                   | Țeava pistolului este din oțel, lisă, de formă octogonală. Mecanismul de dare a focului este complet dar nu funcțional. Cutia mecanismului este gravată cu motive florale, la fel și cocoșul și garda trăgaciului. Ulucul și patul pistolului sunt din lemn. Patul pistolului prezintă striații verticale pe toată lungimea sa, iar partea inferioară a lui se termină cu o porțiune din metal gravată cu motive florale. Inscripție: Pe partea dreaptă a țevii se află o inscripție cu litere aurite „H Neue & Timpe Hofburgsenn, Berlin”, pe cutia mecanismului este gravată cifra 2. | Muzeul Județean „Teohari Antonescu”, Giurgiu | Cimec    |
|      | Pistol de tir Autor: Meffert, Immanuel             | Datare: 2/2 sec. XIX Școală: Atelier german Dimensiuni: L: 41 cm; Gr: 1,10 kg; Calibru: 60 mm Material: oțel; lemn; turnare; gravare                                                                             | Țeva pistolului este din oțel, ghintuită, de formă tronconică și prezintă o cătare la partea ei superioară. Mecanismul de dare a focului este funcțional, fiind format din cutia mecanismului, gheara extractoare, cocoș. Cutia mecanismului este din oțel gravată cu motive florale, pe partea stângă apare un îngeraș, iar pe partea dreaptă un îngeraș și o țintă. Trăgaciul și siguranța pistolului sunt gravate cu motive florale. Patul și ulucul armei sunt din lemn sculptat cu motive romboidale. Inscripție: IMMAN MEFFERT SUHL, 12 pe țeavă; pe partea dreaptă este stanțat un U, o coroană și cifra 3, la fel și pe percutor; iar pe gheara extractoare este stanțat numărul de serie: 28664. | Muzeul Județean „Teohari Antonescu”, Giurgiu | Cimec    |
|      | Pistol cu capse                                    | Datare: 2/2 sec. XIX Școală: Atelier occidental (Franța ?) Dimensiuni: L: 41 cm; Gr: 1,00 kg; Calibru: 11,60 mm Material: oțel; lemn; turnare; încrustare; nituire                                               | Țeava pistolului este din oțel, lisă, de formă octogonală, iar la partea superioară este prevăzută cu cătare. Mecanismul de dare a focului este incomplet, lipsește cocoșul. Cutia mecanismului este gravată cu motive florale. Ulucul și patul armei sunt din lemn fiind sculptate cu motive florale, patul prezentând striații pe toată lungimea sa și terminându-se cu o porțiune din metal alb, gravat în relief cu motive florale. | Muzeul Județean „Teohari Antonescu”, Giurgiu | Cimec    |
|      | Tun de însoțire regimentar Hotchkiss               | Datare: 1897 Școală: Societe Anonyme des Anciennes Etablissements Hotchkiss et Cie Dimensiuni: L: 250 cm; Lțeavă: 146 cm; Gr (fără afet): 225 kg; Calibru: 57 mm Material: oțel; lemn; turnare; forjare; nituire | Tun Hotchkiss, md. 1888, cal. 57 mm. Țeava din oțel, ghintuită, având forma unei sticle cu gâtul alungit. La exterior, gura țevii este ușor evazată, formând un inel de întărire. Culata este din aceeași bucată cu țeava și are forma unui paralelipiped, secționat în partea superioară și cea inferioară, în interiorul culatei este închizătorul sistem pană, cu mișcare verticală, acționat de o manetă situată în dreapta culatei. În partea stângă a culatei este plasat dispozitivul de manevrare în plan vertical al țevii. Pe țeavă sunt aplicate două inele: unul subțire, ce susține o cătare, plasată în dreapta axului piesei, și altul masiv, prevăzut cu doi umeri pentru fixarea pe afet. Afetul, de tipul monofleș, are în partea anterioară locașuri semicilindrice, pentru umerii țevii, închise cu balamale, cu sistem de blocare. Afetul este placat parțial cu tablă din oțel, nituită. În centrul porțiunii acoperite este practicată o incintă pentru accesorii, acoperită cu capac metalic. Afetul are sapă mobilă, reglabilă prin intermediul unui dispozitiv cu manetă multiplă și șurub. În partea inferioară a afetului este o osie din oțel pe care sunt fixate două roți din lemn cu bandaj metalic.          | Muzeul Județean „Teohari Antonescu”, Giurgiu | Cimec    |
|      | Tun de însoțire regimentar Hotchkiss               | Datare: 1897 Școală: Societe Anonyme des Anciennes Etablissements Hotchkiss et Cie Dimensiuni: L: 250 cm; Lțeavă: 146 cm; Gr (fără afet): 225 kg; Calibru: 57 mm Material: oțel; lemn; turnare; forjare; nituire | Tun Hotchkiss, md. 1888, cal. 57 mm. Țeava din oțel, ghintuită, având forma unei sticle cu gâtul alungit. La exterior, gura țevii este ușor evazată, formând un inel de întărire. Culata este din aceeași bucată cu țeava și are forma unui paralelipiped, secționat în partea superioară și cea inferioară, în interiorul culatei este închizătorul sistem pană, cu mișcare verticală, acționat de o manetă situată în dreapta culatei. În partea stângă a culatei este plasat dispozitivul de manevrare în plan vertical al țevii. Pe țeavă sunt aplicate două inele: unul subțire, ce susține o cătare, plasată în dreapta axului piesei, și altul masiv, prevăzut cu doi umeri pentru fixarea pe afet. Afetul, de tipul monofleș, are în partea anterioară locașuri semicilindrice, pentru umerii țevii, închise cu balamale, cu sistem de blocare. Afetul este placat parțial cu tablă din oțel, nituită. În centrul porțiunii acoperite este practicată o incintă pentru accesorii, acoperită cu capac metalic. Afetul are sapă mobilă, reglabilă prin intermediul unui dispozitiv cu manetă multiplă și șurub. În partea inferioară a afetului este o osie din oțel pe care sunt fixate două roți din lemn cu bandaj metalic.          | Muzeul Județean „Teohari Antonescu”, Giurgiu | Cimec    |